# فيسنتي أغيري
فيسنتي أغيري (بالإسبانية: Vicente Aguirre)‏ (22 يناير 1901 في الأرجنتين - 11 يونيو 1990 في الأرجنتين) هو لاعب كرة قدم أرجنتيني في مركز الهجوم. شارك مع منتخب الأرجنتين لكرة القدم. أما مع النوادي، فقد لعب مع روزاريو سنترال ونيولز أولد بويز وسنترال قرطبة دي روساريو ‏.

## وصلات خارجية
- فيسنتي أغيري على موقع عالم كرة القدم.نت (الإنجليزية)